# Contea di Xinfeng
La contea di Xinfeng (新丰县S, Xīnfēng XiànP) è una contea della Cina, situata nella provincia del Guangdong e amministrata dalla prefettura di Shaoguan.